# Parafia św. Franciszka z Asyżu w Kielcach
Parafia św. Franciszka z Asyżu w Kielcach – parafia rzymskokatolicka w Kielcach. Należy do dekanatu Kielce-Śródmieście diecezji kieleckiej.
Parafia została erygowana 30 listopada 1997 przez bpa Kazimierza Ryczana. Jest obsługiwana przez ojców Kapucynów.